# Bejtnetofské údolí
Bejt Netofa (hebrejsky: בקעת בית נטופה, "Bik'at Bejt Netofa", arabsky: البطوف, "al-Batuf", v přepisu do angličtiny: Beit Netofa nebo Bet Netofa) je údolí v Dolní Galileji v severním Izraeli.

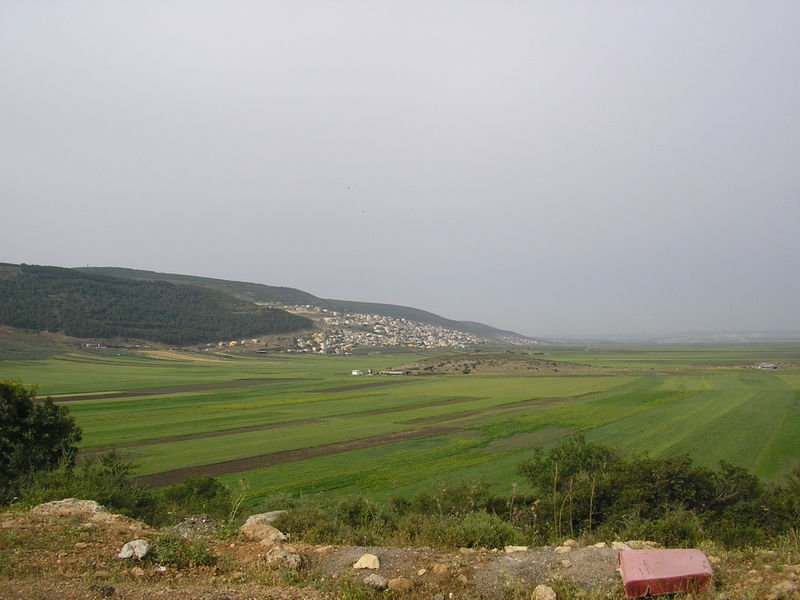
Východní část údolí Bejt Netofa a město Bu'ejne-Nudžejdat

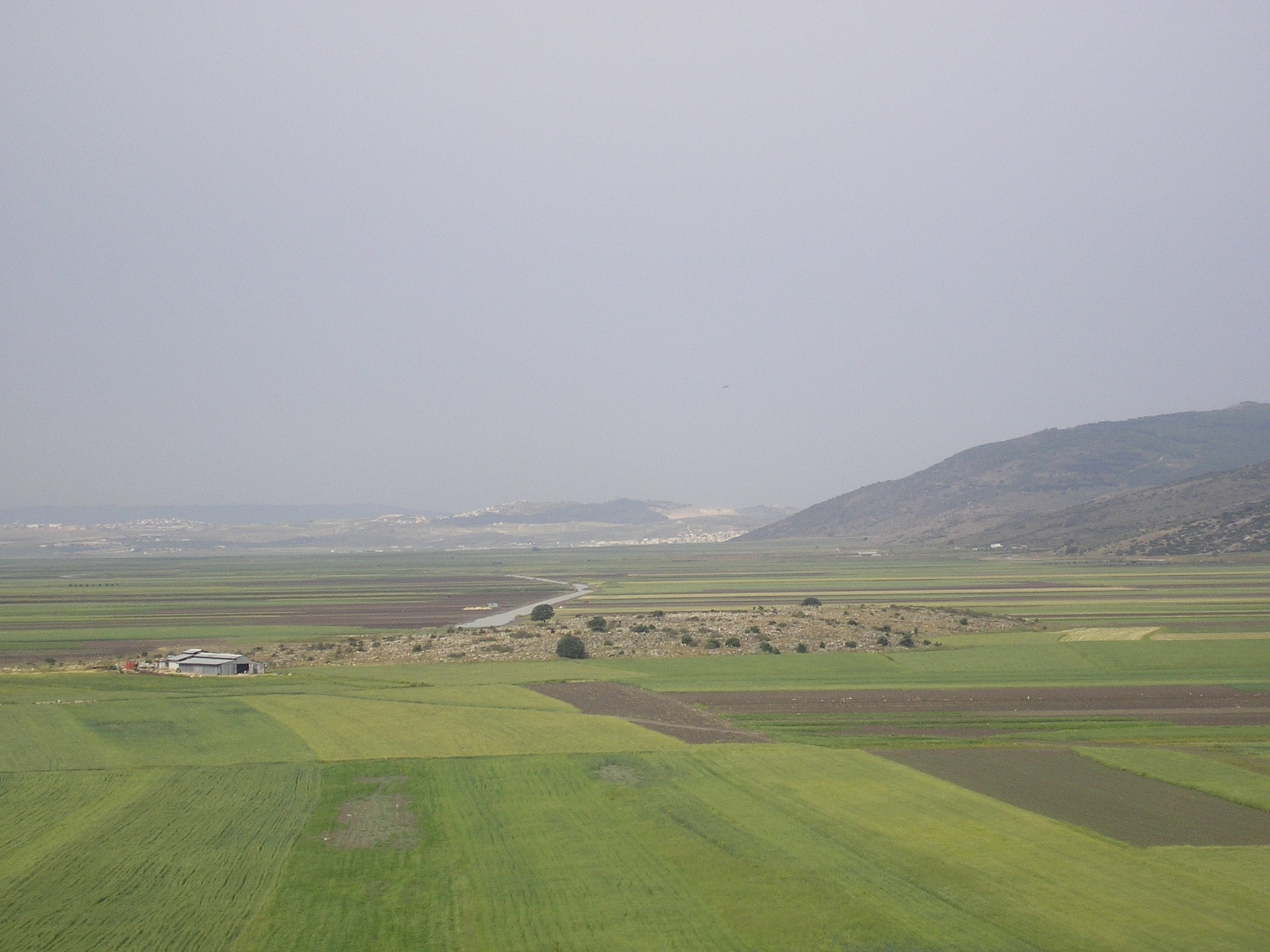
Celkový pohled na údolí Bejt Netofa a koryto Národního rozvaděče vody

Rozkládá se na ploše cca 50 kilometrů čtverečních cca 12 kilometrů severně od Nazaretu a cca 35 kilometrů východně od Haify. Údolí má protáhlý tvar orientovaný východozápadním směrem. Na délku měří 16 kilometrů, na šířku necelých 5 kilometrů. Je obklopeno kopcovitou krajinou. Na jižní straně jeho hranici tvoří masiv hory Har Tur'an, na severu strmý terénní zlom pohoří Harej Jatvat. Na západě údolí přechází do soutěsek, skrz které je odvodňováno vodním tokem Nachal Jiftach'el. Na východě zvolna přechází do pahorků okolo hory Har Nimra, na jejímž úpatí leží Národní park Sde Amudim. Vlastní dno údolí je zcela rovinaté a nachází se v nadmořské výšce cca 150 metrů. Údolí vzniklo propadem terénu, přičemž propadlina byla postupně vyplněna úrodnými nánosy. Zčásti ale až do novověku šlo o močálovitou krajinu, pravidelně zaplavovanou v období dešťů.
Ve starověku zde bylo husté židovské osídlení zmiňované v Mišně i Talmudu. Ve středověku pak v údolí, zejména na jeho okrajích vznikla četná arabská sídla. Na severozápadním okraji je to Kafr Manda, na jihu Bu'ejne-Nudžejdat. Na východě Ajlabun. Po vzniku státu Izrael přibyla na okrajích údolí i některá menší židovská sídla, například Bejt Rimon na hřbetu masivu Tur'an nebo Avtalijon nad severní částí Bejt Netofa. Vlastní centrální část údolí ale zůstává stavebně nevyužita. Roku 1964 byl dokončen Národní rozvaděč vody, který Izrael zbudoval pro transport vody z Galilejského jezera do centrálních částí země. Toto inženýrské dílo je trasováno údolím Bejt Netofa a má charakter umělé řeky protékající zpevněným korytem po celé délce údolí. Původně se uvažovalo o tom, že v rámci rozvaděče dojde v západní části údolí k výstavbě velké vodní nádrže. To ale nebylo kvůli nestabilnímu geologickému podloží realizováno. Vznikla zde pouze menší vodní plocha zvaná Eškol, neboli Ma'agar Bejt Netofa.
V údolí Bejt Netofa byla zaznamenána historicky nejnižší teplota v Izraeli: -13,7 °C naměřená 7. února 1950.